# Euodynerus blakeanus
Euodynerus blakeanus  (лат.) — вид одиночных ос из семейства Vespidae.

## Распространение
Встречаются в Северной Америке: США (Техас, Нью-Джерси, Северная Каролина, Канзас, Мэриленд, Миссури, Западная Вирджиния).

## Описание
Длина переднего крыла самок 8,5—9,5 мм, а у самцов — 6,5—8,0 мм. Окраска тела в основном чёрная с жёлтыми отметинами.